# Ouragan Fay (2014)
Pour l’article homonyme, voir Cyclone tropical Fay.
L’ouragan Fay est le septième système tropical de la saison 2014, le sixième à recevoir un nom et le cinquième à atteindre le niveau d'ouragan dans l'échelle de Saffir-Simpson, quoique de façon marginale. Il s'est développé comme une onde tropicale à plusieurs centaines de kilomètres au nord-est de Petites Antilles le 10 octobre. La majorité de sa trajectoire s'est passée ensuite en mer en tant que tempête tropicale mais a atteint le seuil d'ouragan le 12 octobre après être passé sur les Bermudes. Il s'est cependant dissipé rapidement ensuite, absorbé par la circulation d'altitude.
Malgré sa faible intensité, Fay a causé des dommages importants aux Bermudes grâce à ses vents de 130 km/h qui ont renversé de nombreux arbres, bloquant les routes et coupant les lignes de distribution d'électricité. Le terminal de l'aéroport international L.F. Wade a été inondé quand les vents ont brisé son toit et fait des dommages à son système de gicleurs d'incendie. Deux cents soldats du Royal Bermuda Regiment ont été envoyés en renfort pour aider aux réparations. Ces dernières étaient encore en cours dans l'ouragan Gonzalo de catégorie 3 est passé sur le pays une semaine plus tard.

## Évolution météorologique
Le 8 octobre, le National Hurricane Center (NHC) a commencé sa surveillance d’une perturbation atmosphérique aux nord-est des Petites Antilles. Les orages associés à ce système était très dispersés autour d’un centre de rotation. Les précipitations sont devenues graduellement mieux organisées et le soir du 9 octobre, une zone de plus basse pression est apparue dans un creux barométrique en surface. Le tout se trouvait sous un creux en altitude et le NHC lui donnait une forte chance de développement en cyclone tropical au cours des 48 heures suivantes,.
Tôt le 10 octobre, les images du satellite météorologique montrèrent l’apparition d’un centre dépressionnaire dans le creux à 950 km au sud des Bermudes et que les orages s’organisaient en bandes vers le nord et l’ouest. Parce que ce système était soutenu par un creux d’altitude et que ses nuages occupaient un large diamètre, il montrait des caractéristiques tant tropicale qu’extratropicale et le système fut classé une dépression subtropicale,.
Cette dépression se déplaça vers le nord-ouest, en périphérie de l’anticyclone subtropical au centre de l’Atlantique, dans un environnement peu favorable, et le NHC estimait qu’elle pourrait atteindre le seuil de tempête tropicale puis se dissiperait dans le 72 heures. Selon les images satellitaires et les données des avions de reconnaissance, il est effectivement devenu une tempête subtropicale le 10 octobre sous le nom de Fay.
Contre toute attente, Fay continua à se développer et un bulletin spécial a dû être émis par le NHC à la suite des données rapportées par un chasseur d’ouragans. Elle a poursuivi sa transition vers un système purement tropical mais le fort cisaillement des vents du sud-ouest en altitude ne permettait pas aux orages de se former près de son centre. Malgré tout, les bandes orageuses sont devenus plus symétriques et le diamètre des vents forts autour de Fay s’est resserré pour transformer le système en tempête tropicale le 11 octobre,.
À ce moment, la trajectoire de Fay s’est incurvée vers le nord, puis le nord-est. Elle s’approcha rapidement des Bermudes tard le 11 octobre alors que ses vents étaient de 110 km/h. Son centre est passé sur les îles à environ 8 h UTC le 12 octobre. La pression central fut mesurée à 986 hPa à l’aéroport international L.F. Wade.
Fay n’avait pas encore atteint son maximum d’intensité quand elle a quitté les Bermudes. Le sommet des nuages est devenu plus froid, montrant un plus grand développement de la convection. La tempête est devenu encore plus symétrique, avec un centre plus organisé, tout en accélérant vers le nord-est,. Le 12 octobre en après-midi, Fay est brièvement devenu un ouragan de catégorie 1 selon l’estimé des images satellitaires avec la technique de Dvorak.
Le fort cisaillement des vents en altitude a ensuite rapidement déchiqueté le sommet des orages et dès le matin du 13 octobre, Fay a commencé à faire sa transition post-tropicale. Elle est entrée en même temps dans une zone barocline où de l’air sec et froid a diminué la convection. Fay a été finalement absorbé dans un creux barométrique des latitudes moyennes et le NHC a cessé ses bulletins à 21 h UTC.

## Impact
Des alertes cycloniques ont été émise par les autorités aux Bermudes avant l’arrivée de Fay et toutes les écoles sont restées fermées pour la durée des intempéries,. À l’aéroport international, les vents soutenus ont atteint 98 km/h et les rafales 132 km/h, des vents plus forts non homologués ont été rapportés sur l’île,. Les vents les plus forts ont été signalés après le passage du centre de la tempête. Environ une semaine après le passage de Fay, une compagnie d’assurance estima les dommages à environ 3,8 millions $US. Aucun décès ne lui est attribuable mais dix personnes ont été blessés légèrement.
Les vents ont cassé un grand nombre d’arbres et de branches, même sur des arbres qui avaient résisté à l’ouragan Fabian plus puissant en 2003, rendant plusieurs sections de routes impraticables,. De plus, des douzaines de poteau électrique ont été renversés, privant plus 36 000 clients de courant au plus fort de la tempête. De nombreux toits ont aussi été endommagés,.
Plusieurs routes ont été inondés par les pluies et l’onde de tempête. De nombreux bateau, allant jusqu’à 60 mètres de longueur, ont rompu leurs amarres, ont été endommagés ou ont été carrément détruits,. Les parcs de la capitale, Hamilton, ont dû être fermés à la suite des dommages.
Le toit de l’aérogare de l’aéroport international a été endommagé, causant le déclenchement du système de gicleurs d’incendie et conséquemment une inondation. Cette dernière a provoqué  un court-circuit qui a fait tomber en panne le système informatique. Le radar a également été endommagé par la tempête. Le tout résultant en une fermeture temporaire de l’aéroport. Les autobus et traversiers ont vu leur horaire annulé à cause des mauvaises conditions et deux navires de croisière ont dû retarder leur arrivée,.

## Réparations
Les efforts de nettoyage et de réparation aux Bermudes après le passage de Fay ont été  accélérés à cause du développement de l’ouragan Gonzalo moins d’une semaine plus tard. La priorité a été donnée à l’enlèvement des débris qui pouvait être projeté par les vents du nouveau système. Deux cents soldats du Bermuda Regiment ont d’ailleurs été dépêchés sur le terrain pour aider les services publics de voirie.
Les effets de Fay ont incité les résidents de l’archipel à emmagasiner des vivres et autres denrées essentielles en plus grande quantité.
Tôt le 16 octobre, la compagnie d’électricité Bermuda Electric Light est passé de la remise en ligne des quelque 1 500 clients encore affectés par des pannes, à la préparation de ses installations à l’arrivée de Gonzalo. La population a été avertie de cela et la compagnie a demandé aux clients encore sans courant de ne pas inutilement les appeler.

### Source
- (en) Cet article est partiellement ou en totalité issu de l’article de Wikipédia en anglais intitulé « Hurricane Fay (2014) » (voir la liste des auteurs).